# Eva Geigel
Eva Geigel (* 1962) ist eine deutsche Schauspielerin. Im Alter von 15 bis 27 Jahren spielte sie  mehrere Filmrollen, die hauptsächlichen im bayerischen Sprachraum angesiedelt waren.

## Filmographie (Auswahl)
- 1977: Die Jugendstreiche des Knaben Karl
- 1979: Der Alte (Fernsehserie, eine Folge)
- 1979: Ehe der Hahn kräht (Fernsehfilm)
- 1980: Der ganz normale Wahnsinn (Fernsehserie, eine Folge)
- 1982: Die unsterblichen Methoden des Franz Josef Wanninger (Fernsehserie, Staffel 4 Folge 5, Blondie aus der Linie 17)
- 1983: Die fünfte Jahreszeit (Fernsehserie, eine Folge)
- 1983: Derrick: Geheimnisse einer Nacht (Fernsehserie)
- 1984: Derrick: Drei atemlose Tage (Fernsehserie)
- 1984–1986: Weißblaue Geschichten (Fernsehserie)
- 1984: Tatort: Rubecks Traum
- 1986: Tatort: Automord
- 1986: Der zweite Sieg
- 1987: Hans im Glück (Fernsehserie)
- 1987: Sonntagsbesuche
- 1989: Josef Filser – Bilder aus dem Leben eines Bayerischen Abgeordneten (Fernsehserie)

## Hörspiele
- 1981: Willy Stock: Der Komödienstadel: Spätlese oder Auch der Herbst hat schöne Tage(Cornelia Ganslmeier) – Regie: Olf Fischer (Hörspielbearbeitung – BR)